# Kastnät

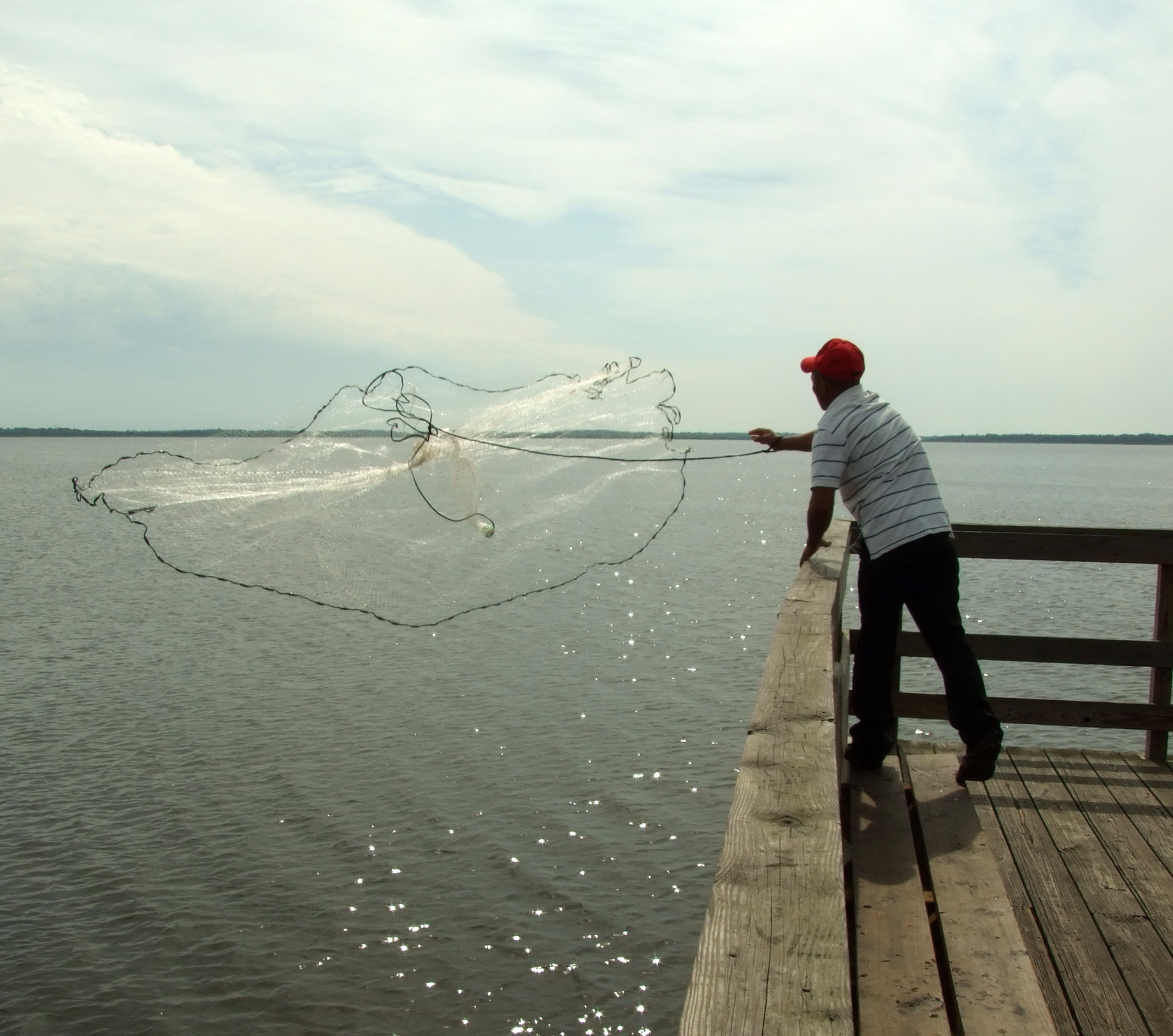
Fiske med kastnät i USA.

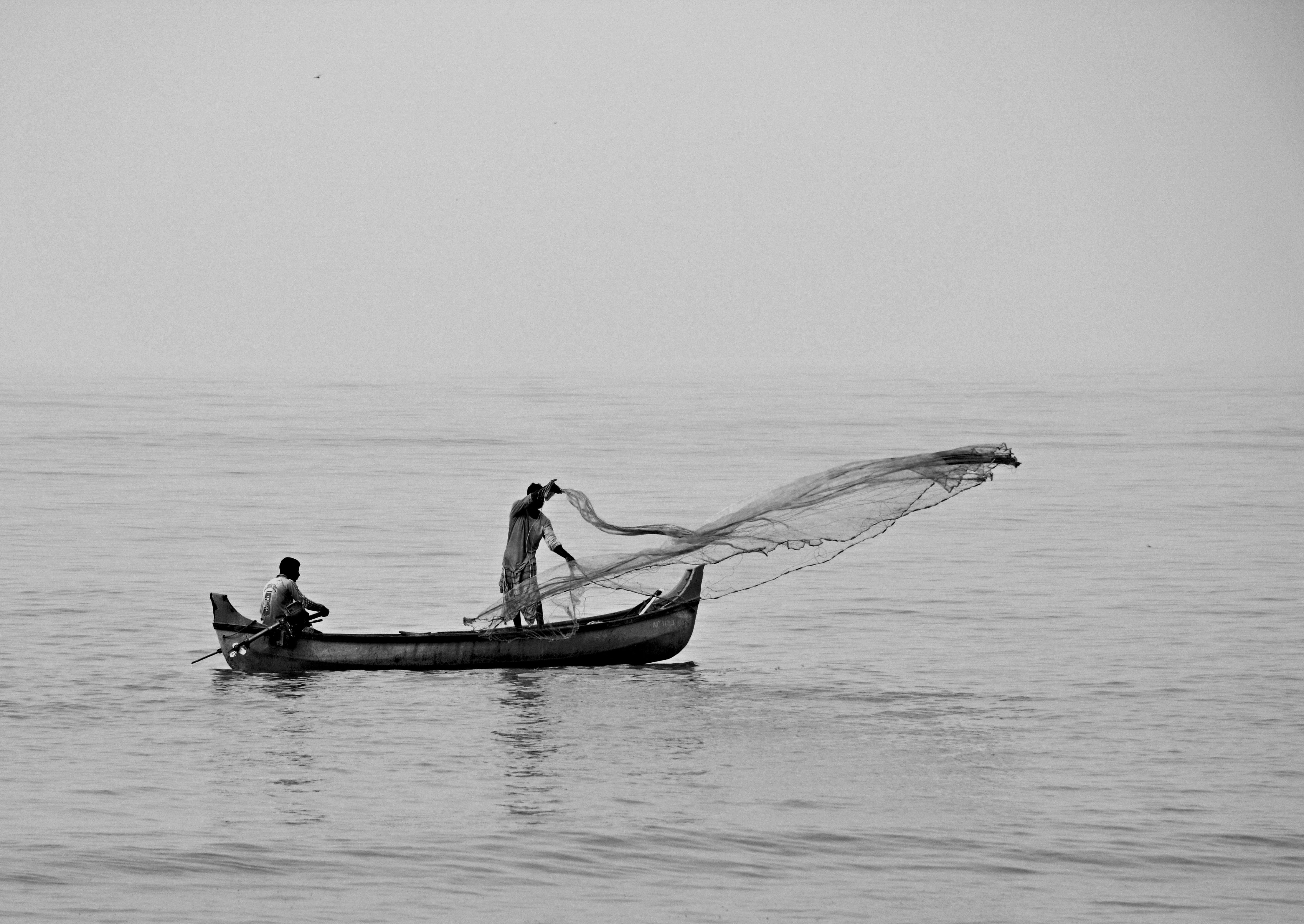
Kastnätsfiske från båt i Indien.

Ett kastnät, eller kastgarn, är ett vanligtvis cirkelformat plant nät försett med vikter längs omkretsen vilket används till fångst av djur - framförallt används det inom fiske, men även landlevande djur kan fångas.

## Kastnät som fiskeredskap
Kastnätet är ett cirkulärt fisknät med en diameter på från två meter till ungefär sex meter (ibland mer) och med en sänkteln längs omkretsen. Det används främst för att fånga stimlevande småfisk (och andra vattenorganismer som exempelvis räkor). När nätet kastas ges det en horisontellt roterande rörelse (som en stor frisbee) varvid centrifugalkraften får vikterna/sänkena längs kanten att spänna ut nätet till en horisontell nätskiva. När detta utspända nät träffar vattenytan ovanför stimmet dras den sänkesförsedda kanten av nätet snabbt mot bottnen så att nätet omsluter stimmet. I nätets mitt sitter en ring (förr ofta gjord av kohorn) genom vilken går ett antal linor ("strickor") som på nätets undersida är förbundna med sänktelnen. När fiskaren drar in nätet med linan som är förbunden med dessa "strickor" (via ett lekande, förr gjort av toppen av ett kohorn som roterade kring en spik, så att det hela inte blir ihopsnott till en härva) bildar nätet en "ringformig säck" (som en donut med ett väldigt litet hål i mitten) kring fångsten.
I Norden har kastnät främst använts för fångst av betesfisk som löja och mört (men bifångsterna av "matfisk" som abbore, gädda och braxen var såklart inte ovälkomna).

En grovt förenklad principskiss av hur ett kastnät fungerar:
1. Det roterande nätet (grönt) spänns ut till en skiva av sänkena (svarta) längs sänktelnen och faller ned över fiskstimmet (röda fiskar).
2. Sänkena drar ner nätets ytterkant mot bottnen (ljusbrun) och innesluter stimmet.
3-5. När man drar in nätet med linan (blå) drar "strickorna" (gula) in sänktelnen mot hålet i nätets mitt så att nätet bildar en säck som omsluter stimmet. Om man i läge 3 drar in linan lite ryckigt får man dessutom sänkena att "hoppa inåt mot varandra längs bottnen", så att fiskarna får svårare att slinka ut.

## Övriga användningar av kastnät

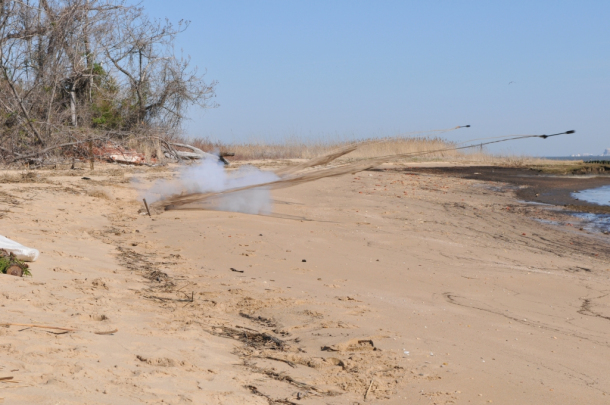
Ett "kanonnät" som skjuts ut.

Kastnät (fast utan ihopsnörpningsanordning som vid fiske) har även använts för fångst av fågel som lever på, eller åtminstone födosöker på, marken.
En besläktad metod för att fånga fågel (speciellt vadare på flacka stränder eller gäss på åkrar eller ängar) för ringmärkning, eller av andra skäl, är användande av så kallade "kanonnät" där ett rektangulärt nät skjuts ut över en fågelflock.
Under romartidens gladiatorspel var rollen retiarius utöver sin treudd försedd med ett kastnät (och symboliserade således en fiskare - eller rentav havsguden Neptunus) med vilket han försökte snärja in motståndaren så att denne blev försvarslös.